# Raid de Nakhla
Le Raid de Nakhla (janvier 624) (arabe : سرية نخلة) est une expédition menée, sur ordre du prophète de l'islam Mahomet, par `Abdullah ibn Jahch.

## Histoire
Au mois de Rajab de la deuxième année après l'hégire, Mahomet envoya une expédition pour espionner les caravaniers quraychites.
Il chargea `Abdullah ibn Jahch de mener l'expédition vers la route de Nejdia, lui confiant une lettre écrite par Ubay ibn Ka'b en lui demandant de ne pas la lire avant d'avoir voyagé deux nuits. Il lui fit comprendre qu'il y trouverait les instructions à suivre. Lorsqu'il arriva à Bir Dhomra, `Abdullah ibn Jahch lut à ses compagnons la lettre, où il était écrit : « Pars jusqu'au Batn Nakhla au nom de Dieu et avec ses bénédictions, et n'oblige aucun de tes compagnons à te suivre. Puis pars avec ceux qui te suivent jusqu'aux Batn Nakhla, où tu guetteras les caravaniers quraychites ».
Après la lecture de la lettre, tous les compagnons d'ʿAbdullah ibn Jaḥch restèrent avec lui et ils se dirigèrent vers Batn Nakhla, où ils découvrirent une caravane de Quraych appartenant au clan des Banu Makhzum. Le groupe était composé de neuf à treize musulmans alors que les quoraychites étaient au nombre de quatre. Ils se trouvèrent alors en désaccord sur la conduite à tenir, car ce jour était le dernier du mois de Rajab, un mois sacré où il est interdit de combattre. Néanmoins, après une longue délibération, le groupe ne voulait pas laisser s'échapper cette riche caravane avec son important butin. Les uns disaient que Mahomet ne leur demandait que d'espionner leurs ennemis. Les autres, désireux d'engager le combat, prévalurent : le combat se termina par la capture de deux prisonniers, la mort d'un quraychite et la fuite d'un autre.
Lorsque l'expédition revint à Médine avec le butin et les deux prisonniers, Mahomet les réprimanda pour avoir combattu durant un mois sacré et mit en suspens la question du sort des biens et des prisonniers. Les quraychites s’emparèrent de l'occasion pour accuser les musulmans de violer les interdits du mois sacré . Selon la tradition musulmane, c'est dans ce contexte que ce verset du Coran fut révélé :

« Ils t'interrogent sur le fait de faire la guerre pendant les mois sacrés. -Dis: « Y combattre est un péché grave, mais plus grave encore auprès d'Allah est de faire obstacle au sentier d'Allah, d'être impie envers Celui-ci et la Mosquée sacrée, et d'expulser de là ses habitants. L'association est plus grave que le meurtre. » Or, ils ne cesseront de vous combattre jusqu'à, s'ils peuvent, vous détourner de votre religion. Et ceux qui parmi vous abjureront leur religion et mourront infidèles, vaines seront pour eux leurs actions dans la vie immédiate et la vie future. Voilà les gens du Feu: ils y demeureront éternellement. »

Après cela, le prophète de l'islam fit libérer les prisonniers et paya le prix du sang (diya) aux proches de la victime tuée durant l'attaque.